# Voisines, Haute-Marne

Voisines este o comună în departamentul Haute-Marne din nord-estul Franței. În 2009 avea o populație de 91 de locuitori.

## Evoluția populației
| An        | 1975 | 1982 | 1990 | 1999 | 2006 | 2009 |
| --------- | ---- | ---- | ---- | ---- | ---- | ---- |
| Populație | 80   | 93   | 86   | 93   | 92   | 91   |